# Hypenopsis ochritincta
Hypenopsis ochritincta là một loài bướm đêm trong họ Erebidae.